# Seňa
Seňa (in ungherese Abaújszina) è un comune della Slovacchia facente parte del distretto di Košice-okolie, nella regione di Košice.